# Городоцька сільська рада (Заліщицький район)
Городо́цька сільська́ ра́да — адміністративно-територіальна одиниця та орган місцевого самоврядування в Заліщицькому районі Тернопільської області. Адміністративний центр — село Городок.

## Загальні відомості
- Територія ради: 9,61 км²
- Населення ради: 727 осіб (станом на 2001 рік)
- Територією ради протікають річки Серет, Дністер

## Населені пункти
Сільській раді були підпорядковані населені пункти:
- с. Городок

## Склад ради
Рада складалася з 15 депутатів та голови.
- Голова ради: Росяк Михайло Євгенович
- Секретар ради: Українець Ганна Григорівна

### Керівний склад попередніх скликань
| Прізвище, ім'я, по батькові | Основні відомості                                                               | Дата обрання | Дата звільнення |
| --------------------------- | ------------------------------------------------------------------------------- | ------------ | --------------- |
| Росяк Михайло Євгенович     | Сільський голова, 1955 року народження, освіта середня спеціальна               | 26.03.2006   | 31.10.2010      |
| Росяк Михайло Євгенович     | Сільський голова, 1955 року народження, освіта середня спеціальна, безпартійний | 31.10.2010   |                 |

Примітка: таблиця складена за даними сайту Верховної Ради України

### Депутати
За результатами місцевих виборів 2010 року депутатами ради стали:

#### За суб'єктами висування
| Суб'єкт висування | Кількість обраних депутатів | %   |
| ----------------- | --------------------------- | --- |
| Самовисування     | 15                          | 100 |

#### За округами
| № округу | Прізвище, ім'я, по батькові   | Дата визнання обраним | Освіта             | Партійна приналежність | Відомості про обраного депутата                    |
| -------- | ----------------------------- | --------------------- | ------------------ | ---------------------- | -------------------------------------------------- |
| 1        | Грималюк Іван Дмитрович       | 01.11.2010            | середня спеціальна | позапартійний          | ФГ «Перспектива», водій                            |
| 2        | Гриник Володимир Іванович     | 01.11.2010            | середня спеціальна | позапартійний          | тимчасово не працює                                |
| 3        | Українець Ганна Григорівна    | 01.11.2010            | середня спеціальна | позапартійна           | Касперівська сільська рада, секретар               |
| 4        | Сопівник Володимир Степанович | 01.11.2010            | середня спеціальна | позапартійний          | загальноосвітня школа І-ІІ ст. с. Городок, вчитель |
| 5        | Николайчук Ярослав Іванович   | 01.11.2010            | середня спеціальна | позапартійний          | загальноосвітня школа І-ІІ ст. с. Городок, вчитель |
| 6        | Микитей Віра Богданівна       | 01.11.2010            | середня спеціальна | позапартійна           | ДНЗ с. Городок, повар                              |
| 7        | Королюк Сергій Михайлович     | 01.11.2010            | середня            | позапартійний          | тимчасово не працює                                |
| 8        | Королюк Микола Іванович       | 01.11.2010            | середня спеціальна | позапартійний          | тимчасово не працює                                |
| 9        | Українець Ольга Володимирівна | 01.11.2010            | середня спеціальна | позапартійна           | ДНЗ с. Городок, вихователь                         |
| 10       | Перожак Роман Іванович        | 01.11.2010            | середня спеціальна | позапартійний          | ФГ «Перспектива», комбайнер                        |
| 11       | Дишкант Надія Андріївна       | 01.11.2010            | середня            | позапартійна           | пенсіонер                                          |
| 12       | Гриник Марія Іванівна         | 01.11.2010            | середня спеціальна | позапартійна           | ДНЗ с. Городок, завідувачка                        |
| 13       | Матвій Дмитро Васильович      | 01.11.2010            | середня спеціальна | позапартійний          | ФГ «Перспектива», тракторист                       |
| 14       | Мандзюк Василь Тимофійович    | 01.11.2010            | середня спеціальна | позапартійний          | тимчасово не працює                                |
| 15       | Жбанов Василь Федорович       | 01.11.2010            | середня спеціальна | позапартійний          | БНТ с. Городок, директор                           |